# Полити, Алессандро
Алессандро Полити (итал. Alessandro Politi; 1679—1752) — профессор философии во Флоренции и геологии в Генуе, написал труды «Philosophia peripatetica ex mente sancti Thomae» (Флоренция, 1708), «De patria in testamentis condendis potestate libri IV» (1712), «Eustathii commentarii in Homeri Iliadem» (Флоренция, 1730—1735), «Martyrologium romanum castigatum» (Флоренция, 1751). Джованни П. составил «Jurisprudentiae ecclesiasticae universae libri IX» (Венеция, 1787).